# Operacija Nevihta
Operacija Nevihta (hrvaško Operacija Oluja) je bila vojaška operacija, ki sta jo izvedli hrvaška vojska ter policija in je potekala med 4. in 7. avgustom 1995. Z uničenjem samooklicane Srbske republike Krajine sta prevzeli nadzor nad večjim delom Hrvaške in s tem zaključili hrvaško osamosvojitveno vojno.
Predhodnica je bila uspešno izvedena operacija Blisk.

## Sile
Hrvaška:
- 200.000 vojakov
- 350 tankov
- 500 topov

Srbska republika Krajina:
- 27.000 vojakov
- 200 tankov
- 250 topov

## Potek operacije
Akcija se je pričela 4. avgusta ob  5.uri z raketno-topovskimi obstreljevanji, ki so jim sledili napadi pehote. Uro pred napadom so radarje Srbske Krajine onesposobila vojaška letala ZDA. Knin je padel že 5. avgusta popoldan. Hrvaška vojska se je 6. avgusta združila z Armado BiH na reki Korani ob Bihaču. 7. avgusta se je na Kordunu predal poveljnik 21. korpusa Vojske Srbske Krajine. 8. avgusta so se operacije zaključile pri Dvoru na Uni na meji z Bosno. 
Hrvaška stran je imela 174 žrtev, srbska pa 575. Do popolne kontrole nad hrvaškim ozemljem je manjkalo še Podonavje.
Kljub pozivu hrvaškega vodstva srbskim civilistom, naj ne zapuščajo Hrvaške, jih je večji del pobegnil v Bosno in Srbijo, Hrvati ocenjujejo da jih je bilo 90.000 ljudi, OZN okrog 150.000, srbski viri pa trdijo da jih je bilo 200.000-250.000. 
5. avgust je bil kasneje razglašen za hrvaški državni praznik dan zmage in domovinske hvaležnosti (Dan pobjede i domovinske zahvalnosti).

## Vojni zločini in civilne žrtve
Število civilnih žrtev v operaciji Nevihta je sporno. Državno tožilstvo Republike Hrvaške trdi, da je bilo med bitko in takoj po njej ubitih 214 civilistov – 156 v 24 primerih vojnih zločinov in nadaljnjih 47 kot žrtve umora. Hrvaški helsinški odbor to trditev izpodbija in poroča, da je bilo po operaciji Nevihta ubitih 677 civilistov, večinoma starejših ljudi, ki so ostali, medtem ko je dodatnih 837 srbskih civilistov navedenih kot pogrešanih. Ko je bilo njihovo poročilo predloženo kot dokaz, ga je Mednarodno sodišče za nekdanjo Jugoslavijo (ICTY) zavrnilo zaradi neutemeljenih izjav in dvojnih vnosov. Drugi viri navajajo, da so hrvaške sile po nadaljevanju ofenzive v operaciji Nevihta na Bosno ubile še 181 žrtev in jih pokopale v množičnem grobu v Mrkonjić Gradu. Srbski viri navajajo 1192 mrtvih ali pogrešanih civilistov. Tožilci ICTY so število smrtnih žrtev med civilisti določili na 324. Hrvaški vladni uradniki ocenjujejo, da je bilo med operacijo ubitih 42 hrvaških civilistov.